# Nizam al-Din Ahmad
Nizam al-Din Ahmad ibn Nizam al-Din Shaykh Mahmud (mort 1507) fou visir dels timúrides, fill de l'alt funcionari timúrida Mawlana Nizam al-Din Shaykh Mahmud i nebot d'un altre alt càrrec, Khwadja Shams al-Din Muhammad ibn Khwadja Sayyid Admad al-Shirazi. El seu pare fou visir de diversos governadors de la província de Balkh. Nizam al-Din Ahmad va esdevenir visir sota el governador príncep Badi al-Zaman ibn Husayn Mirza Baykara.
Quan el sultà Husayn Mirza Baykara va derrotar en la batalla de Pol-e Čerāḡ (1496) al seu fill Badi al-Zaman ibn Husayn Mirza Baykara, que s'havia revoltat, i va ocupar Balkh, Nizam al-Din Ahmad es va posar al seu servei i va esdevenir conseller a la cort a Herat, però al cap de pocs dies va renunciar i va retornar a Balkh. El 1498 Badi al-Zaman, reconciliat amb el seu pare, va ser nomenat altre cop governador de Balkh i va restaurar a Nizam al-Din Ahmad com a visir. Va exercir gran influencia durant cinc anys junt amb el amir Umar Beg, que en l'enfrontament entre Badi i el seu pare va donar suport a aquest darrer. El 1503 Badi al-Zaman es va enfrontar a Umar Beg que fou empresonat a la fortalesa de Shebargan (o Shirgan); com que Nizam al-Din era molt amic d'Umar Beg la seva posició es va deteriorar però va seguir treballant per Badi i fou nomenat governador de la província de Shebargan.
Quan els uzbeks van assetjar Shebargan, Nizam al-Din Ahmad en va ebitar la conquesta amb diverses estratagemes però finalment el 1506 va fugir de Shebargan enfront del kan uzbek Shibani Khan que es va apoderar de tot el Khurasan. Kanbar Beg fou nomenat governador de Balkh i Nizam al-Din Ahmad li va oferir els seus serveis, però aquest darrer, recordant el que havia passat a Shebargan, el va fer executar (1507).